# 大野寿子
大野 寿子（おおの ひさこ）はメイク・ア・ウィッシュ・オブ・ジャパン元理事。
1951年、香川県生まれ。上智大学卒業。在学中から演劇活動を開始し、劇団四季付属演劇研究所に所属。
卒業後、商社マンと結婚し、4人の男児の母となる。1987年夫の転勤に伴い渡米するも、1991年離婚して帰国する。その後すぐに友人のブティックに勤務する。1994年に再婚し計6人の子供の母になる。同年、メイク・ア・ウィッシュの活動に出会い、同団体の職員となり、1998年に東京本部事務局長に就任。 
2016年に定年退職し、同団体の理事を経て、2022年9月より同団体チーフアドバイザーとして広報・講演活動を続けている。 
メイク・ア・ウィッシュは1992年に沖縄県でスーザン・アルブライトにより設立され、1994年に東京に事務局を移転した時から現在に至るまでその活動に尽力すると共に、自らその団体の存在を世に広めるため、幅広く活動している。

## 著書
- 『メイク・ア・ウィッシュの大野さん』メディアファクトリー、2006年。ISBN 4840115087。
- 『主人公はいつも君』角川つばさ文庫、2015年。ISBN 9784046314727
- 『メイク・ア・ウィッシュ 夢の実現が人生を変えた』 KADOKAWA、2017年。ISBN 9784040690681。